# Arthur Emyr
Arthur Emyr Jones, abbreviato Arthur Emyr (Bangor, 27 luglio 1962), è un ex rugbista a 15, conduttore televisivo e giornalista britannico, da giocatore tre quarti ala internazionale per il Galles, e nel prosieguo della sua attività commentatore sportivo e funzionario pubblico.
Ha indossato la maglia della Nazionale gallese per la prima volta il 18 marzo 1989 a Cardiff, contro l'Inghilterra (12-9 per i gallesi).
Ultima presenza con la nazionale il 12 ottobre 1991 a Cardiff contro l'Australia (38-3 per gli australiani).